# Ademhalingsstelsel (mens)
Het ademhalingsstelsel (Medisch Latijn: tractus respiratorius), is het orgaansysteem bij de mens dat dient voor de gaswisseling: het uitwisselen van zuurstof (O2) en koolstofdioxide (CO2). Het bestaat uit de neus, de mond, de luchtpijp, de luchtpijpvertakkingen en de longen, w.o. de bronchioli en longblaasjes of alveoli. In de longblaasjes vindt de gasuitwisseling plaats, waarbij zuurstof vanuit de lucht wordt opgenomen in het bloed en koolstofdioxide wordt afgegeven aan de lucht. De zuurstofarme en koolstofdioxiderijke lucht wordt vervolgens weer uitgeademd door de neus of de mond. Dit wordt gaswisseling genoemd.
Lucht bevat ongeveer zuurstof 20 vol.-% zuurstof. In de buitenlucht bedraagt de hoeveelheid koolstofdioxide ongeveer 0,04 vol.-%, binnen een woning kan dit, als er gestookt of gekookt wordt, veel hoger zijn. Uitgeademde lucht bevat 14-16 vol.-% zuurstof en 4-5 vol.-% CO2.

## Ademhalingsproces
Ademhaling gebeurt meestal onbewust, maar ook bewust in- en uitademen of de adem even inhouden is mogelijk. Onbewuste inademing wordt gestuurd door een impuls vanuit het ademhalingscentrum in het verlengde merg van de hersenstam. Dit centrum reageert op de koolstofdioxideconcentratie. Stijgt deze concentratie, dan wordt krachtiger geventileerd om de concentratie terug te brengen op het optimale niveau.
Bij het inademen en het actief uitademen worden de ademhalingsspieren gebruikt. Dit zijn de middenrifspieren, buikspieren, de binnenste en buitenste tussenribspieren en de supraclaviculaire – boven het sleutelbeen gelegen – spieren. Bij het inademen maken de spieren het volume van de borstholte groter, zodat de longen, die zich in deze borstholte bevinden, uitzetten. De druk in de borstholte wordt dan lager dan die van de buitenlucht, waardoor de lucht in de longen stroomt. Bij het uitademen ontspannen de spieren zich en wordt het volume van de longen door de elasticiteit van de longen, borstkas en buikwand weer kleiner. Daarmee neemt de druk in de longen toe en wordt de lucht weer naar buiten gestuwd.
Bij een inademing in rust wordt er 400-500 ml lucht ingeademd met een frequentie van 12 tot 15 keer per minuut. Bij een volwassene wordt hierbij in rust gemiddeld 300 ml zuivere zuurstof per minuut door de longen opgenomen.
Tijdens de ademhaling wordt de lucht door neusharen vrijgemaakt van stofdeeltjes. De fijnere deeltjes zoals bacteriën, schimmelsporen of virussen blijven kleven in het slijm dat zich op de oppervlakte van neusholte, luchtpijp en bronchiën bevindt. Daarnaast wordt door het slijmvlies de lucht vochtig gemaakt en verwarmd. Verder stroomt de lucht langs het reukslijmvlies en wordt dus tijdens de inademing gecontroleerd.

## Middenrif- en borstademhaling

Middenrifademhaling

De middenrifademhaling of buikademhaling, is het vergroten van het borstholtevolume door het naar beneden trekken van het middenrif richting buik. De buik zet uit bij het inademen.
Bij de borstademhaling zijn het de tussenribspieren die het volume van de borstholte vergroten door de ribben omhoog en daardoor naar voren te trekken. Doorgaans zal daarna passief uitgeademd worden, bij actieve uitademing trekken andere tussenribspieren de ribben weer naar beneden. Bij borstademhaling beweegt vooral de borstkas voorwaarts en omhoog. In de praktijk is de normale ademhaling een combinatie van beide.
Bij ernstige benauwdheid, zoals astma, wordt het aandeel van de borstademhaling groter en worden, om het volume van de borstholte verder te vergroten, nog meer spieren gebruikt: de schouders worden onder meer opgetrokken.

## Afwijkende ademhaling
- cheyne-stokesademhaling
- agonale ademhaling (gasping)
- hyperventilatie (te veel ademhalen)
- wheezing (piepende ademhaling)
- reutelende ademhaling
- apneu (ademhalingsstilstand)
- dyspneu (moeilijk ademhalen)
- snurken
- respiratoire stridor
- kussmaul-ademhaling

## Testen van de ademhaling
- frequentie
- auscultatie
- spirometrie

## Ondersteunen van de ademhaling
- zuurstoftoediening
- zuurstof onder druk
- PEEP
- intubatie
- tracheostomie
- fysiotherapie (bijv. bij taaislijmziekte)
- CPAP